# Bela Lugosi's Dead
Bela Lugosi's Dead è il primo singolo del gruppo musicale britannico Bauhaus, pubblicato nel settembre del 1979.

## Descrizione
Bela Lugosi's Dead dura 9 minuti e mezzo ed è stata registrata dal vivo, insieme ad altre quattro canzoni durante la loro prima sessione in studio, in unica presa diretta. La registrazione è avvenuta al Beck Studios di Wellingborough, il 26 gennaio 1979
Il singolo, pubblicato dall'etichetta Small Wonder Records dopo i rifiuti di EMI, Virgin e Beggars Banquet, venne prodotto in sole cinquemila copie nell'agosto del 1979 su vinile bianco, copie che andarono esaurite in poche settimane, richiedendo tre ristampe nel giro di pochi mesi.. Il pezzo viene accreditato a tutti i componenti del gruppo alla pari come concordato in principio tra i quattro, ma David J viene riconosciuto come autore del testo.
Il pezzo non è mai stato compreso in alcun disco dei Bauhaus, lasciando l'esclusività di pubblicazione del singolo alla Small Wonders fino al 2018, quando è stato inserito nell'EP The Bela Session.
Il brano si sviluppa su un ritmo percussivo ticchettante, chitarra minimale, basso in stile dub ed effetti eco. La voce di Murphy inizia a farsi sentire dopo quasi tre minuti.
Il titolo fa riferimento all'attore horror Bela Lugosi (1882-1956), che interpretò il Conte Dracula in vari film. Il testo della canzone parla di pipistrelli, un campanile, il velluto rosso di una bara nera, le spose virginali che sfilano accanto alla tomba di Bela Lugosi e gettano fiori "morti". La voce di Peter Murphy, tra una strofa e l'altra, ripete "Undead, undead, undead" (non-morto).
La copertina del singolo raffigura un'immagine tratta dal film L'angoscia di Satana del 1926, diretto da David Wark Griffith. Sul retro della copertina è invece riportata un'immagine tratta dal film Il gabinetto del dottor Caligari del 1920 diretto da Robert Wiene, che ritrae il sonnambulo Cesare, interpretato da Conrad Veidt. Soltanto in una ristampa in picture disc del 1988 è riportata sul disco una immagine di Bela Lugosi.
Bela Lugosi's Dead finì sul grande schermo, infatti il film Miriam si sveglia a mezzanotte (The Hunger) si apre con una performance dei Bauhaus, che la suonano in un locale. Un 45 giri promozionale contenente una versione breve del brano venne all'epoca distribuito nelle sale dove veniva proiettata la pellicola.

## Tracce
12" 1979
1. Bela Lugosi's Dead – 9:36 (Peter Murphy, Daniel Ash, Kevin Haskins, David J)
2. Boys – 3:12 (Peter Murphy, Daniel Ash, Kevin Haskins, David J)
3. Dark Entries (Demo) – 3:51 (Peter Murphy, Daniel Ash, Kevin Haskins, David J)

Durata totale: 16:39
7" promo 1983
1. Bela Lugosi's Dead – 3:32 (Peter Murphy, Daniel Ash, Kevin Haskins, David J)
2. Bela Lugosi's Dead – 3:32 (Peter Murphy, Daniel Ash, Kevin Haskins, David J)

Durata totale: 7:04
CD 1988
1. Bela Lugosi's Dead – 9:39 (Peter Murphy, Daniel Ash, Kevin Haskins, David J)
2. Boys – 3:11 (Peter Murphy, Daniel Ash, Kevin Haskins, David J)

Durata totale: 12:50
MC 1988
1. Bela Lugosi's Dead (Peter Murphy, Daniel Ash, Kevin Haskins, David J)
2. Boys (Peter Murphy, Daniel Ash, Kevin Haskins, David J)
3. Bela Lugosi's Dead (Peter Murphy, Daniel Ash, Kevin Haskins, David J)
4. Boys (Peter Murphy, Daniel Ash, Kevin Haskins, David J)

CD 2005
1. Bela Lugosi's Dead – 9:34 (Peter Murphy, Daniel Ash, Kevin Haskins, David J)
2. Boys – 3:11 (Peter Murphy, Daniel Ash, Kevin Haskins, David J)
3. The Dog's A Vapour – 6:45 (Peter Murphy, Daniel Ash, Kevin Haskins, David J)

Durata totale: 19:30

## Formazione
- Peter Murphy - voce, chitarra
- Daniel Ash - chitarra, voce
- David J - basso, voce
- Kevin Haskins - batteria

## Cover (parziale)
Bela Lugosi's Dead conta decine di reinterpretazioni, tra cui:
- Gli Until December come lato B del loro singolo del 1986 Heaven.
- Gli Opera IX nell'album The Black Opera: Symphoniæ Mysteriorum in Laudem Tenebrarum del 2000.
- I Sepultura nel 2001 come bonus track nell'edizione digipak dell'album Nation.
- I Nouvelle Vague nel 2006 nell'album Bande à part.
- Il gruppo russo The Bonecollectors ne ha incisa una cover rockabilly nell'album del 2012 Bone to Bone.
- Il 31 ottobre 2013 in occasione di Halloween, il bassista dei Bauhaus, David J, pubblica una rielaborazione di Bela Lugosi's Dead.[6]